# خلية شمسية

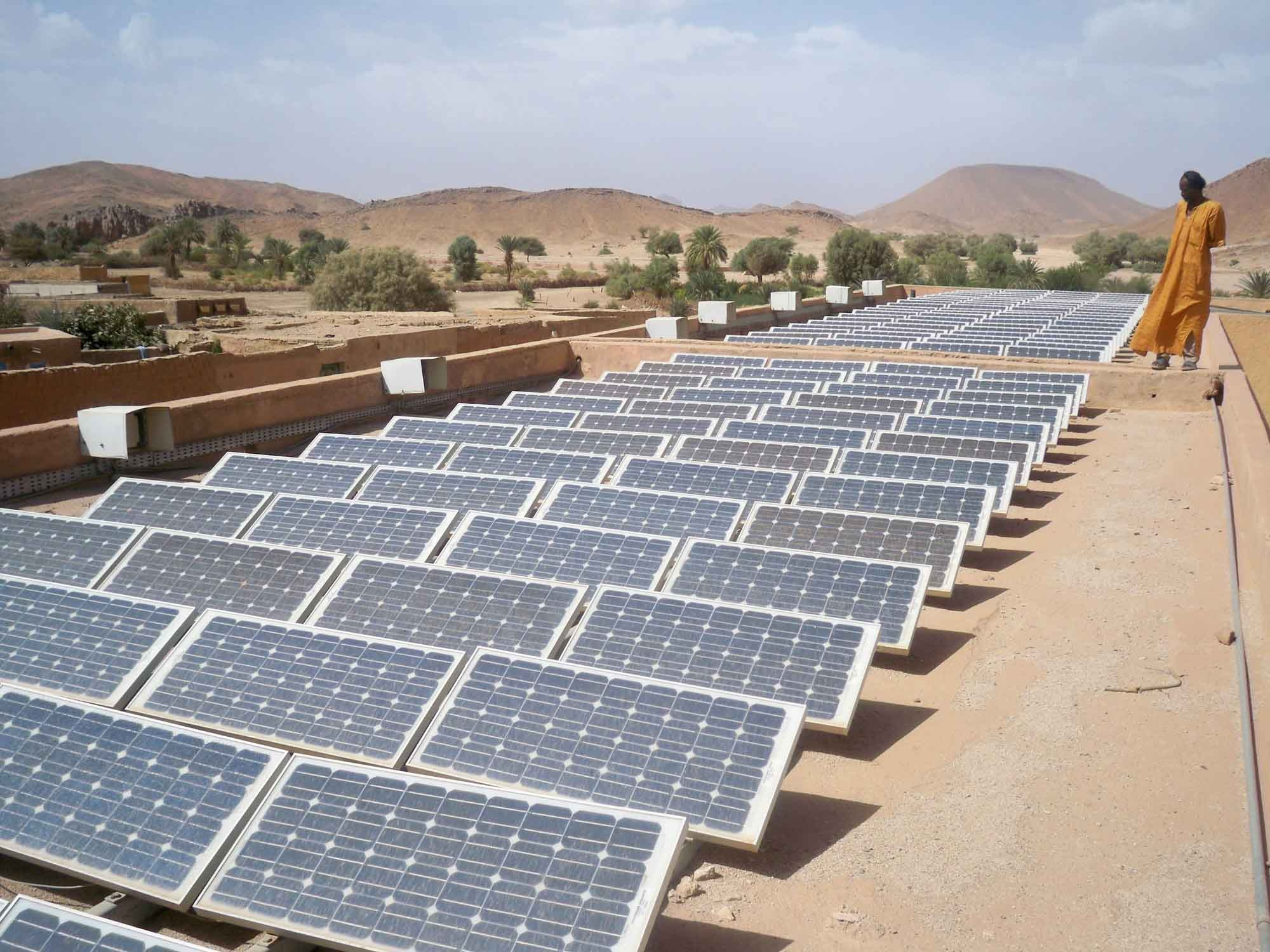
ألواح شمسية بالجزائر.

لوح شمسي في الجامعة الهاشمية بالأردن

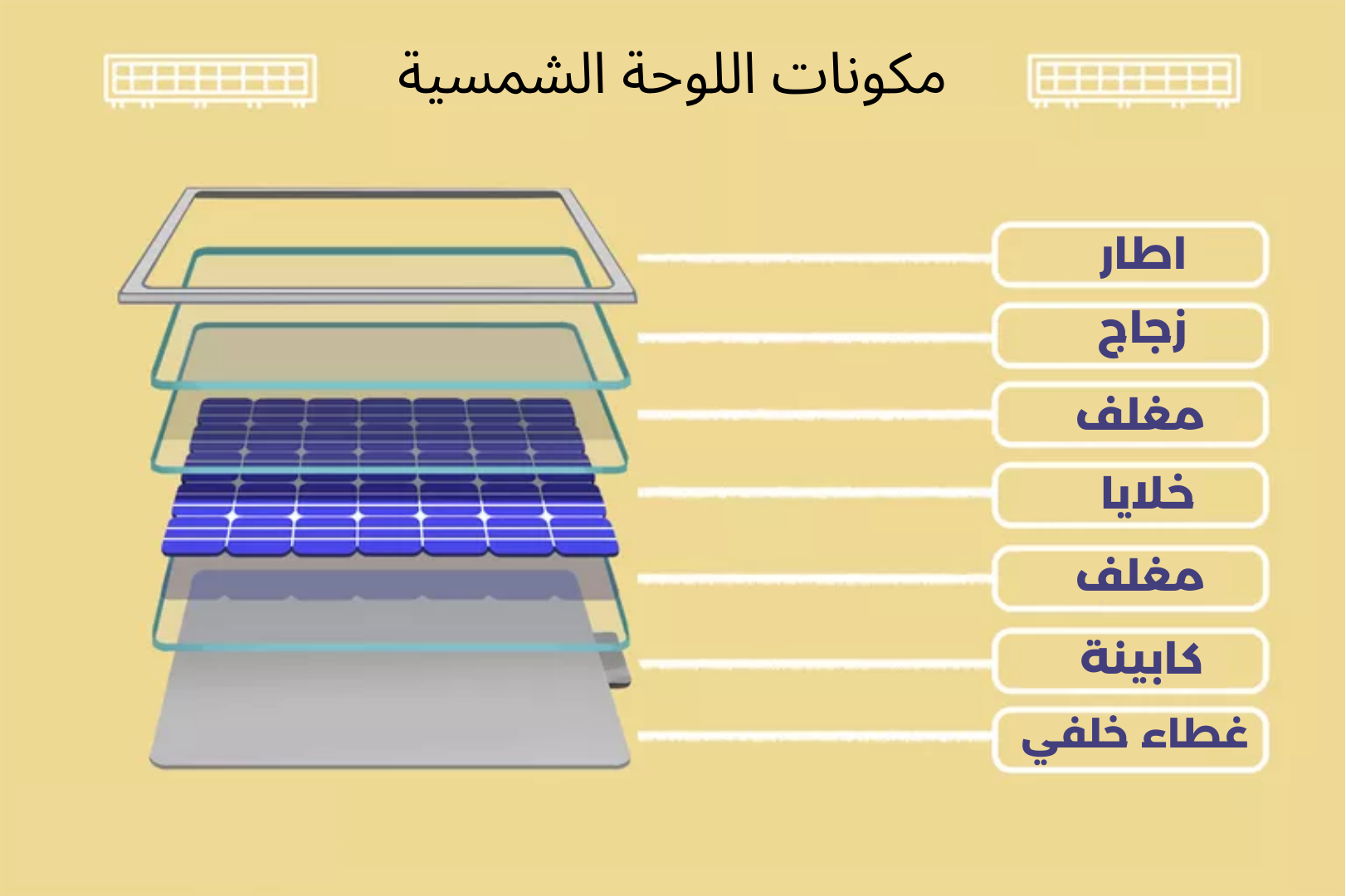
مكونات اللوحة الشمسية

الخلية الشمسية أو الضوئية أو الكهروضوئية وكان يطلق عليها في الأيام الأولى لصناعتها بطارية شمسية ولكن أصبح ذلك يحمل معنى مختلف تماما الآن،. جهاز يحوِّل الطاقة الشمسية مباشرة إلى طاقة كهربائية مستغلا التأثير الضوئي الجهدي، وتتكون من طبقة سيليكون يضاف لها بعض الشوائب لتعطيها بعض الخواص الكهربائية، فالطبقة العليا المقابلة للشمس يضاف إليها عنصر الفسفور، لتعطيه خاصية ضخ إلكترونات عند ارتطام الضويئات بها وتسمى هذه الطبقة بالطبقة N بينما يضاف عنصر البورون للطبقة السفلى ويعطيه خاصية امتصاص الإلكترونات وتسمى هذه الطبقة P، فعند ارتطام ضويئات الشعاع الشمسي بالطبقة العلوية تمنح الإلكترونات طاقة تعتمد على شدة الإشعاع الشمسي، وعند وجود موصل كهربائي بين الطبقتين تنتقل الإلكترونات من الطبقة العليا إلى الطبقة السفلى وهكذا يتكون تيار وجهد كهربائيان، وتعتبر الخلايا الشمسية مصدر هام لتزويد المركبات الفضائية والأقمار الصناعية بما تحتاجه من طاقة كهربائية، وتعتبر من البدائل المساعدة لمصادر الطاقة التقليدية من البترول والفحم والغاز ومشتقاته المحدودة في الطبيعة والقابلة للنضوب بسبب الاستنزاف الهائل لها، فالخلايا الشمسية تحول طاقة الأشعة الشمسية مباشرة إلى كهرباء وتتميز بإنتاج كهرباء دون أن تؤدي لتلوث البيئة، وعمرها الافتراضي يصل إلى 30 سنة، إن ارتفاع كلفة انتاجها هو العائق الرئيس لاستخدامها.
تستخدم التجمعات من الخلايا الشمسية (وحدات الطاقة الشمسية) لالتقاط الطاقة من ضوء الشمس لتحويله إلى كهرباء، عندما يتم تجميع وحدات متعددة معاً (حيث تكون أولوية التركيب بنظام تعقب قطبي محمول) يتم تركيب هذه الخلايا الضوئية كوحدة واحدة يتم توجيهها على سطح واحد وتسمى بلوح الطاقة الشمسية (solar panel.).. إن الطاقة الكهربائية الناتجة من الوحدات الضوئية (Solar power). وتعتبر مثالأ على استخدام الطاقة الشمسية (solar energy)..
إن الخلايا الكهروضوئية هو مجال التكنولوجيا والبحوث المتعلقة بالتطبيق العملي في إنتاج الكهرباء من الضوء، لكن وعلى الرغم من ذلك غالبا ما يستعمل على وجه التحديد بالإشارة إلى توليد الكهرباء من ضوء الشمس.
توصف الخلايا بالخلايا الضوئية وإن لم يكن مصدر الضوء هو الشمس ومثال ذلك (ضوء المصباح، الضوء الاصطناعي، وغيرها..).
وتستخدم الخلايا الكهروضوئية للكشف عن ضوء أو غيره من الإشعاع الكهرومغناطيسي بالقرب من مجموعة ضوئية مرئية، كالكشف عن الأشعة تحت الحمراء، أو قياس شدة الضوء..

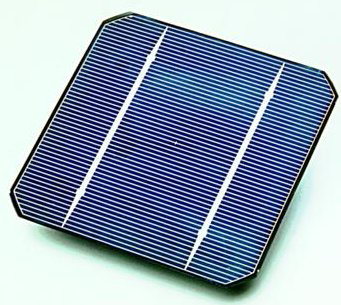
خلية شمسية صنعت من بلورة أحادية من السليكون.

الفولتية الضوئية  (بالإنجليزية: Photovoltaics PV)‏ التي تعرف ب الخلايا الشمسية أو الخلايا الفولتضوئية photovoltaic cells. من خلالها يتم تحويل أشعة الشمس مباشرة إلى كهرباء، عن طريق استخدام أشباه الموصلات مثل السليكون الذي يستخرج من الرمل النقي. وبصفة عامة مواد هذه الخلايا إما مادة بلورية سميكة كالسيليكون البلوري Crystalline Silicon أو مادة لابلورية رقيقة كمادة السيلكون اللابلوري (Amorphous Silicon a-Si) و Cadmium (Telluride CdTe)أو (Copper Indium Diselenide CuInSe^2, or CIS) أو مواد مترسبة كطبقات فوق شرائح من شبه الموصلات تتكون من أرسنيد (زرنيخيد) الجاليوم (Gallium Arsenide GaAs).
وتعتبر طاقاتها شكلا من الطاقة المتجددة والنظيفة، لأنه لا يسفر عن تشغيلها نفايات ملوثة ولا ضوضاء ولا إشعاعات ولا حتي تحتاج لوقود. لكن كلفتها الابتدائية مرتفعة مقارنة بمصادر الطاقة الأخرى. والخلايا الشمسية تولّد كهرباء مستمرة ومباشرة (كما هو في البطاريات السائلة والجافة العادية).
تعتمد شدة تيارها علي وقت سطوع الشمس وشدة أشعة الشمس، وكذلك على كفاءة الخلية الضوئية نفسها في تحويل الطاقة الشمسية إلى طاقة كهربائية. يمكن لهذه الخلايا الشمسية إعطاء مئات الفولتات من التيار الكهربائي المستمر DC لو وصّلت هذه الخلايا علي التوالي. كما يمكن تخزين الطاقة الناتجة في بطاريات الحامضية المصنوعة من الرصاص أو القاعدية المصنوعة من معدني النيكل والكادميوم. ويمكن تحويل التيار المستمر DC إلي تيار متردد AC بواسطة العاكسات ال Invertor للاستعمال وإدارة الأجهزة الكهربائية المنزلية والصناعية العادية.
من ميزتها أنها ليس بها أجزاء متحركة تتعرض للعطل. لهذا تعمل فوق الأقمار الصناعية بكفاءة عالية، ولاسيما وأنها لا تحتاج لصيانة أو إصلاحات أو وقود، حيث تعمل في صمت، إلا أن اتساخ الخلايا الضوئية نتيجة التلوث أو الغبار يؤدي إلى خفض في كفائتها مما يستدعي تنظيفها على فترات.
أكبر محطة توليد كهرباء تعمل حاليا بالخلايا الشمسية توجد في أسبانيا وقدرتها 23 ميجاوات. ومن المخطط أن يتم بناء أكبر محطة تعمل بالخلايا الشمسية في أستراليا بقدرة 154 ميجاوات. والخلايا الشمسية تعمل في الأقمار الصناعية منذ عام 1960 كما تزود محطة الفضاء الدولية ISS بالتيار الكهربائي.
هناك طريقة أخرى لتحويل الطاقة الشمسية إلى الطاقة الكهربائية وذلك عن طريق استغلال الحرارة المباشرة لأشعة الشمس أو ما يسمى بتقنية الكهرباء الحرارية الشمسية solar thermal electricity.

## أنواع الخلايا الشمسية

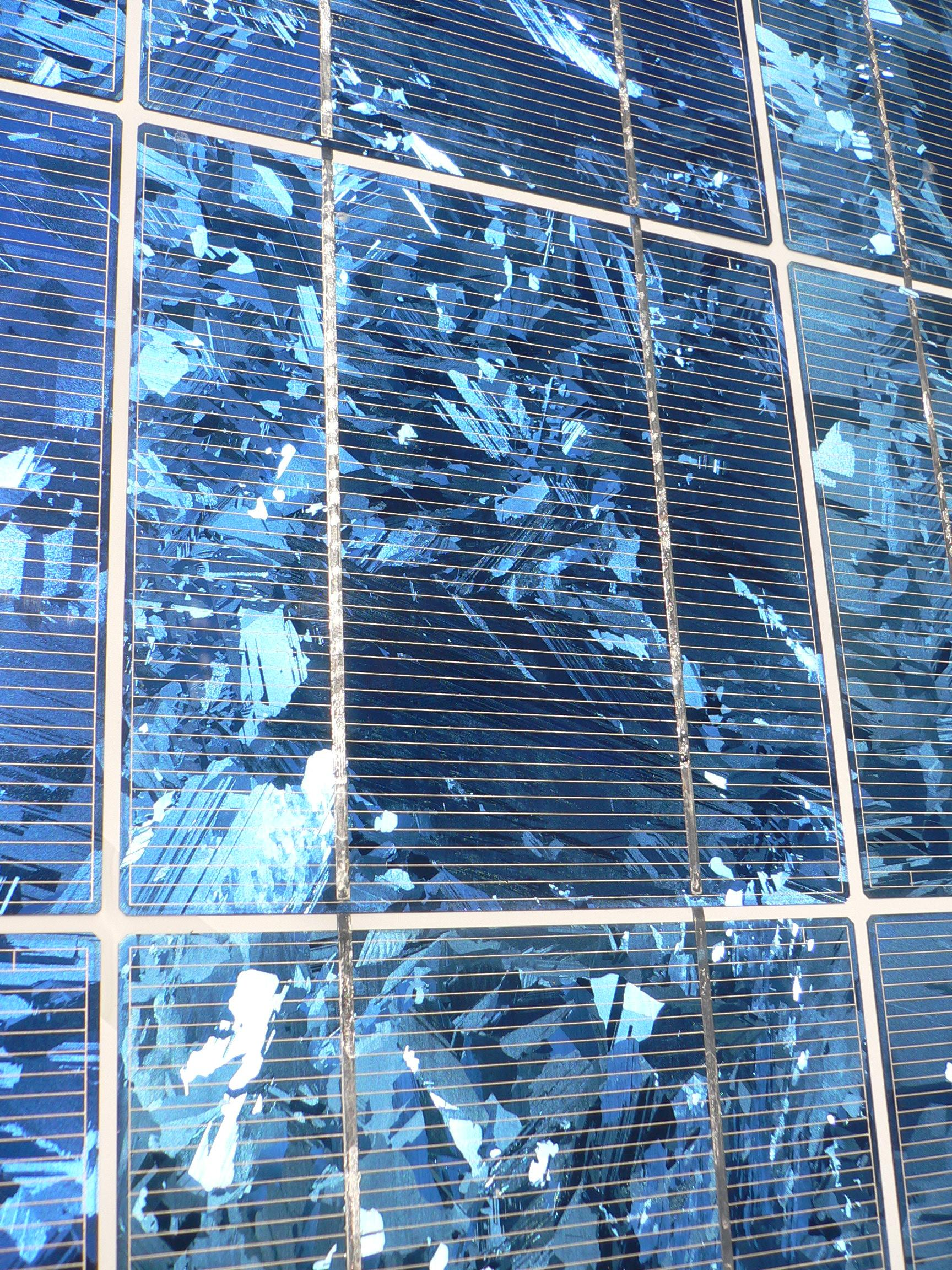
السيليكون كثير البلورات في لوح شمسي.

1. خلية شمسية أحادية البلورة : وهو عبارة عن خلايا قُطعت من بلورة سيليكون مفردة وكفاءة هذا النوع من الخلايا من 11 إلى 16% مما يعني أن امتصاص الخلايا من الإشعاع القادم من الشمس الذي تبلغ قوته 1000 وات لكل متر مربع وذلك في يوم مشمس بالقرب من خط الاستواء أي أن الواحد متر مربع من هذه الخلايا يمتص الإشعاع الشمسي بهذه الكفاءة ينتج ما بين 110 إلى 160 وات وهو ذو كفاءة عالية مقارنة بالأنواع الأخرى ولكنه مكلف اقتصادياً.
2. خلايا شمسية متعددة البلورة: وهي عبارة عن رقائق من السليكون كُشطت من بلورات سليكون أسطوانية ثم تعالج كيميائياً في أفران لزيادة خواصها الكهربية وبعد ذلك تغطي أسطح الخلايا بمضاد الانعكاس لكي تمتص الخلايا أشعة الشمس بكفاءة عالية وكفاءة هذا النوع من 9-13% وهو أقل كفاءة من البلورة الأحادية ولكنه أقل تكلفة اقتصادياً.
3. خلايا شمسية غير متبلورة: وفيها مادة السيليكون تترسب على هيئة طبقات رفيعة علي أسطح من الزجاج أو البلاستيك لذلك فإن تصنيع هذه الخلايا يتم بتقنية سهلة ولكن كفاءتها أقل من 3 إلى 6% وأسعارها أيضا أقل. وهي مناسبة لتطبيقات من 40 وات إلى ما أقل وكفاءته وتكلفته أقل من الأنواع المذكورة.

تتسم هذه المنتجات بأن الخلايا مدعمة بإطار من الألومنيوم للحماية وأيضاً بزوج من الدايود للحماية الكهربية.
تطبيقات استخدام الخلايا في مجال الاتصالات عن بعد (شبكات الموبايل) في المؤسسات الضخمة – الحماية الكاثودية – مضخات المياه – أنظمة الإضاءة.
ثانياً أجهزة التحكم في الشحن (battery charge controllers) لأن استمرار شحن البطارية بعد تمام شحنها يعرضها للتلف وأيضا سحب الشحن من البطارية عند قرب تفريغ البطارية يتلفها أيضاً لذلك وجب وجود متحكم يعمل علي فصل البطارية بمجرد ان يتم شحنها ووقف عملية سحب الفولت منها. وهذه المتحكمات موديلات تتراوح بين: 1- 8 امبير (12 فولت الي 24) حيث يستخدم في أنظمة الإضاءة الصغيرة ونظم الخلايا المنزلية وأيضاَ يستهلك ثمن ملي امبير. 2 يتحكم في بطارية جهدها 12 فولت الي 24 وشدة التيار 10 امبير يستخدم في التطبيقات الخفيفة المتوسطة. 3- متحكم التطبيقات المتوسطة 30 امبير وهو مزود بشاشة يستخدم في اضاءة الشوارع والاستخدامات التجارية وأيضاً أنظمة الحماية 4- متحكم 960 امبير يستخدم في مقويات موجات الميكروويف (أبراج تقوية شبكات المحمول).

## البطاريات
1. البطاريات تتراوح من 12 فولت (20 امبير \ساعة) الي 16850 امبير\ساعة (2 فولت) ويتراوح عمر البطارية التي صممت عليه من 8 – 15 – 18 – 20 سنة. لمبات اضاءة مزودة بخلايا شمسية بداً من الكشاف اليدوي حتي اللمبة الفلوروسنت الخطية ولهذه اللمبات ميزات رائعة حيث أنها من الممكن ان تشحن من الكهرباء العادية بالإضافة لشحنها من الخلايا الشمسية من الممكن ان تشحن من بطارية السيارة من الممكن ان تشحن منها الهاتف المحمول وأيضاً هناك أعمدة انارة تعمل بالخلايا الشمسية وبطاريات للإضاءة الليلية.

## تاريخ الخلايا الشمسية

إن أصل مصطلح «الضوئية» (photovoltaic) من اليونانية (φῶς (phōs)) ويعني الضوء ومن اسم فولتا وهو فيزيائي إيطالي، فولت -وحدة تابعة للقوة الدافعة الكهربائية-، وبذا أصبح المصطلح (photovoltaic) باللغة الإنجليزية منذ عام 1849.
تم التعرف لأول مرة على تأثير الضوئية في عام 1839 من قبل الفيزيائي الفرنسي بيكريل. ومع ذلك فقد تم بناء أول خلية ضوئية عام 1883 من قبل شارلز فريتز، الذي قام بتغليف- السيلينيوم أشباه الموصلات- بطبقة رقيقة جدا من الذهب لتشكيل التقاطعات. وكانت كفاءة الجهاز حوالي 1٪ فقط. وفي عام 1888 بنى الروسي الفيزيائي الكسندرستوليتوف أول خلية كهروضوئية على أساس تأثير الكهروضوئي الخارجي الذي اكتشفه هاينريش هيرتز في وقت سابق من عام 1887.
وقد وضح ألبرت آينشتاين التأثير الكهروضوئي في عام 1905 وقد حصل على جائزة نوبل في الفيزياء عام 1921، أكتشف فاديم فوشكوراف [الإنجليزية] الوصلة الثنائية بي إن (p–n junction) في Cu{\displaystyle _{2}}O وكبريتيد الفضة سنة 1941، وقد حصل روسل أوهل على براءة اختراع لأشباه الموصلات في تقاطع الخلايا الشمسية الحديثة في عام 1946، الذي تم اكتشافه في الوقت الذي تمت فيه سلسلة من التطورات التي عنيت بالترانزستور

### «بيل» تنتج عملياً الخلية الضوئية الأولى
لقد تم تطوير الخلية الضوئية الحديثة في عام 1954 في مختبرات بيل، وقد وضعت لأول مرة خلية ذات كفاءة عالية للطاقة الشمسية من قبل شابين داريل، كالفين فولر ساوثير وجيرالد بيرسون في عام 1954 باستخدام موزع تقاطع PN السيليكون. [6] في البداية، وضعت الخلايا لغايات ألعاب الأطفال واستخدامات أخرى ثانوية، حيث أن تكلفة الكهرباء التي تنتجها كانت عالية جدا، نسبياً، وكانت تكلفة الخلية التي تنتج 1 واط من الطاقة الكهربائية في ضوء الشمس الساطع نحو 250 دولارا، مقارنة إلى 2 دولار إلى 3 دولارات لإقامة مصنع للفحم.
وتم انقاذ الخلايا الشمسية من الغموض من خلال اقتراح لإضافتها إلى القمر الصناعي «فانغوارد»، الذي أطلق في عام 1958. في الخطة الأصلية، يتم تزويد القمر الصناعي بالطاقة عن طريق البطارية فقط، فتستمر لفترة قصيرة.. لذلك بإضافة الخلايا إلى خارج الجسم، يمكن تمديد الوقت بدون تغييرات كبيرة في المركبات الفضائية أو نظام الطاقة فيها. كان هناك بعض الشكوك في البداية، ولكن الممارسة العملية للخلايا أثبتت نجاحا كبيرا، وكانتبذا صممت الخلايا الشمسية للأقمار الصناعية الجديدة، ولا سيما تلستار بيل نفسه.
وكان التحسن بطيئا على مدى العقدين التاليين، وكان الاستخدام على نطاق واسع في مجال التطبيقات الفضائية حيث أن نسبة القوة-الوزن أعلى من أي تكنولوجيا منافسة. ومع ذلك، كان هذا النجاح أيضا السبب وراء بطء التقدم؛ مستخدمي الفضاء كانوا على استعداد لدفع أي شيء للحصول على الخلايا على أفضل وجه ممكن، فليس هناك ما يدعو للاستثمار في حلول أقل تكلفة إذا كان هذا من شأنه أن يقلل من الكفاءة. بدلا من ذلك، تم تحديد السعر من الخلايا إلى حد كبير في صناعة أشباه الموصلات، انتقالهم إلى الدوائر المتكاملة في 1960s أدى إلى توافر أكبر بولز بأسعار أقل نسبيا.و كما انخفضت أسعارها، انخفضت أسعار الخلايا الناتجة كذلك. وتم حصر هذا التأثير، وحوالي عام1971 تشير التقديرات إلى أن أسعار الخلايا هي 100 دولار لكل واحد واط
| دولار \ وات | أستراليا | الصين | فرنسا | ألمانيا | إيطاليا | اليابان | المملكة المتحدة | الولايات المتحدة |
| --- | -------- | ----- | ----- | ------- | ------- | ------- | --------------- | ---------------- |
| سكني | 1.8      | 1.5   | 4.1   | 2.4     | 2.8     | 4.2     | 2.8             | 4.9              |
| تجاري | 1.7      | 1.4   | 2.7   | 1.8     | 1.9     | 3.6     | 2.4             | 4.5              |
| على نطاق خدمي | 2.0      | 1.4   | 2.2   | 1.4     | 1.5     | 2.9     | 1.9             | 3.3              |
| Source: IEA – Technology Roadmap: Solar Photovoltaic Energy report, 2014 edition:15 Note: DOE – Photovoltaic System Pricing Trends reports lower prices for the U.S. |          |       |       |         |         |         |                 |                  |

### «برمان» وتخفيضات الأسعار
في أواخر 1960، وكان إليوت بيرمان يقوم بالتحقيق في طريقة جديدة لإنتاج السليكون (المادة الخام) في عملية الشريط.ومع ذلك، وجد القليل من الاهتمام في هذا المشروع، وكان غير قادر على الحصول على التمويل اللازم لتطويره...و حين جاءت الفرصة، قد قدم في وقت لاحق لفريق في إكسون الذين كانوا يبحثون عن مشاريع 30 عاما في المستقبل. وكان الفريق قد توصل إلى أن تكلفة الطاقة الكهربائية سيكون أكثر بكثير بحلول عام 2000، ورأت أن هذه الزيادة في الأسعار سيجعل المصادر البديلة للطاقة أكثر جاذبية، وكانت الطاقة الشمسية الأكثر إثارة للاهتمام، وفي عام 1969، انضم بيرمان ليندن، نيو جيرسي مختبر إكسون، الطاقة الشمسية شركة (أدنوك). [8]
وكان أول جهد كبير له هو حشد السوق المحتملة لنرى ما إمكانيات الاستخدام كمنتج جديد، وأنها سرعان ما وجدت أنه إذا تم تخفيض سعر لكل واط من 100/watt $ إلى حوالي $ 20/watt سيكون هناك طلب كبير. مع العلم أن مفهومه للشريط قد يستغرق سنوات للتطوير، بدأ فريق تبحث عن سبل للوصول إلأى سعر 20 $ باستخدام المواد الموجودة. [8]
وكان أول تحسين هو إدراك أن الخلايا الموجودة معتمدة على مستوى عملية تصنيع أشباه الموصلات، على الرغم من أنه لم يكن مثاليا. بدأ هذا بتقطيعها إلى أقراص تسمى رقائق، تلميع الأقٌراص، وبعد ذلك لاستخدام الخلية يتم طلائها بطبقة مضادة للانعكاس. وأشار بيرمان إلى أن الرقائق الخام مضادة للانعكاس تماماً، وبجعل الأقطاب مباشرة على هذا السطح، تم القضاء على اثنين من الخطوات الرئيسية في معالجة الخلية. وقام الفريق بتحسين الخلايا إلى صفوف، والقضاء على المواد باهظة الثمن والأسلاك من ناحية استخدامها في تطبيقات الفضاء. وكان الحل باستخدام لوحة الدوائر في الطبقة السفلية، والبلاستيك الاكريليك في الطبقة العلوية، والغراء سيليكون بينهما. كان أكبر تحسن في تحقيق بيرمان بأن سعر السيليكون الموجود جيد جداً للاستخدام في الخلايا الشمسية، أما العيوب البسيطة فهو أن الرقاقة الفردية للإلكترونيات قد يكون لها تأثير بسيط في تطبيق الطاقة الشمسية [9]
وبوضع كل من هذه التغييرات موضع التنفيذ، بدأت الشركة في شراء السيليكون من الشركات المصنعة الحالية وبتكلفة منخفضة جدا. باستخدام أكبر رقائق المتاحة، وبالتالي تقليل كمية من الأسلاك لمنطقة معينة، وبحلول عام 1973 SPC كانت تنتج لوحات بسعر 10 دولارات للواط الواحد وبيعها بمبلغ 20 واط الواحد، وهو خمسة أضعاف نقصان في الأسعار في غضون عامين.

### سوق التنقل
توصلت (SPC) إلى شركات صنع المحطات كسوق طبيعية لمنتجاتها، ولكن وجدت هذا الوضع غريباً. وكانت الشركة الأساسية في مجال الطاقة هي أوتوماتيك باور، وهي الشركة المصنعة للبطارية. مدركين أن الخلايا الشمسية قدتؤثرفي أرباحها، فقامت هذه الشركة بشراء النموذج الأول من إلكترونيات هوفمان ونشرت ذلك[10] وبما أنه لم يكن هناك أي مصلحة في الطاقة في اوتوماتيك باور، وتحولت SPC إلى إشارة تايدلند، وهي شركة أخرى للبطاريات التي شكلتها سابقا أوتوماتيكية المديرين. عرض تايدلند محطات التي تعمل بالطاقة الشمسية.
و بسبب الزيادة المتسارعة في عدد حاملات النفط البحرية ومرافق التحميل فقد أنتج ذلك سوقا ضخمة بين شركات النفط. وبتحسن فرص تايدلند، بدأت أوتوكاتيك باور بالبحث عن العروض الخاصة بهم من الألواح الشمسية. وجدوا ييركس الشرعية الدولية لتوليد الطاقة الشمسية (SPI) في ولاية كاليفورنيا، الذي كان يبحث عن السوق. تم شراء (SPI) من أكبر عملائها، عملاق النفط أركو، بتشكيل أركوللطاقة الشمسية. مصنع للطاقة الشمسية أركو في كاماريللو، وكانت كاليفورنيا أول مكرسة لبناء الألواح الشمسية، وكان في عملية مستمرة من شرائها من قبل أركو في عام 1977 إلى 2011 عندما تم إغلاقه بواسطة سولاروورلد.
هذه السوق، وأدى هذا بالإضافة إلى أزمة النفط عام 1973، إلى حالة مشكوكة. وكانت شركات النفط في تلك الفترة بسبب أرباحها الضخمة خلال الأزمة، ولكنها كانت تدرك تماما أن النجاح في المستقبل ستعتمد على شكل آخر من أشكال الطاقة. وبمرور بعض السنوات، وبدأت شركات النفط الكبرى بعدد من شركات الطاقة الشمسية، وكانت لعدة عقود أكبر منتجي الطاقة الشمسية. إكسون، آركو، وشركة شل، أموكو (التي تم شراؤها في وقت لاحق من قبل شركة بريتيش بتروليوم) وشركة موبيل وكان جميع الشعب الشمسية الكبرى خلال 1970 و 1980. شركات التكنولوجيا لديها أيضا بعض الاستثمارات، بما في ذلك شركة جنرال الكتريك، وموتورولا، آي بي إم، وتايكو.

## الأحداث الجارية
وقد حاولت غيرها من التقنيات دخول السوق. وكانت First Solar لفترة وجيزة أكبر شركة مصنعة لوحة في عام 2009، من حيث القوة المنتجة سنويا، وذلك باستخدام خلايا الأغشية الرقيقة التي تقع بين طبقتين من الزجاج. ومنذ ذلك الحين عادت ألواح السيليكون من حيث انخفاض الأسعار وسرعة الإنتاج، وأدى ذلك إلى جود انخفاض في الطلب الأوروبي بسبب الاضطراب في الميزانية وانخفضت أسعار وحدات الطاقة الشمسية على أساس بلوري كذلك، إلى حوالي 1,09 $ (13) واط لكل في أكتوبر 2011، بانخفاض حاد لكل واط في عام 2010

## التطبيقات

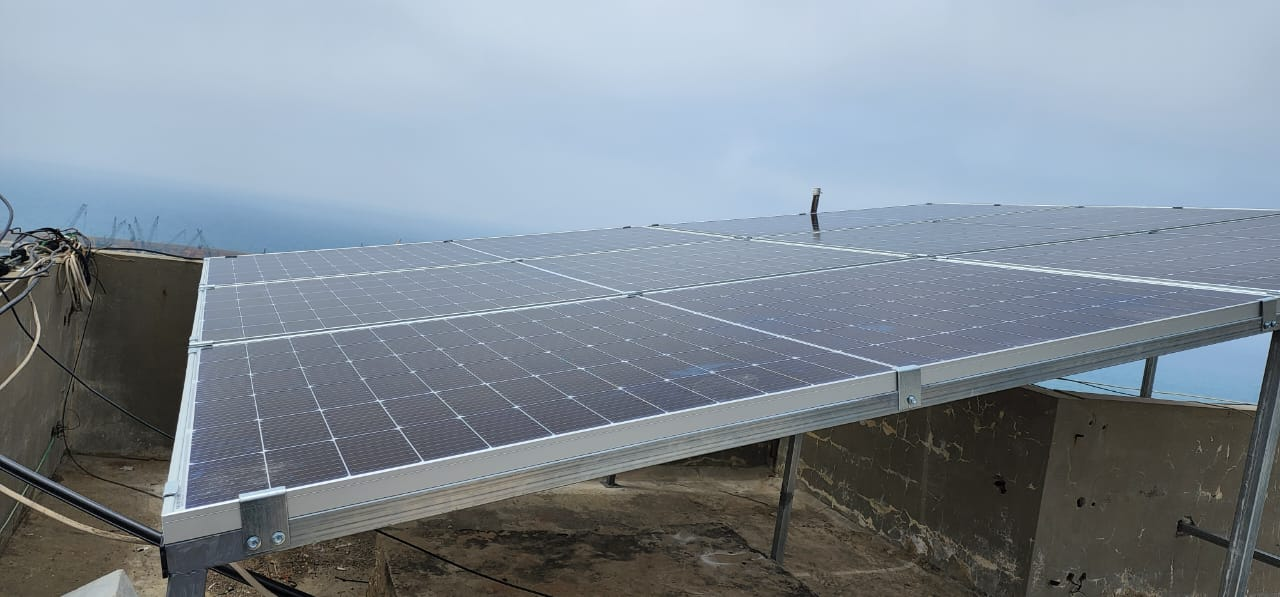
لوح طاقة شمسية يحتوي على خلايا لتوليد الطاقة

### كريستيلات الخلايا الضوئية
غالبا ما تكون الخلايا الشمسية مرتبطة كهربائيا وتصنف كوحدة نمطية.غالبا ما يكون لوح من الزجاج على الجهة العليا باتجاه الشمس إلى الأعلى وعلى الجانب، مما يسمح للضوء بالمرور مع حماية رقائق أشباه الموصلات من الاحتكاك والتأثر بسبب الرياح يحركها الحطام، والمطر والبرد، وأيضا غير ذلك الخلايا الشمسية مرتبطة عادة في سلسلة وحدات، إن ربط الخلايا بشكل متواز يحقق أعلى إنتاجية، إلا أن ال مشاكل كبيرة جدا مع وجود الترتيب بالتوازي.

## المواد

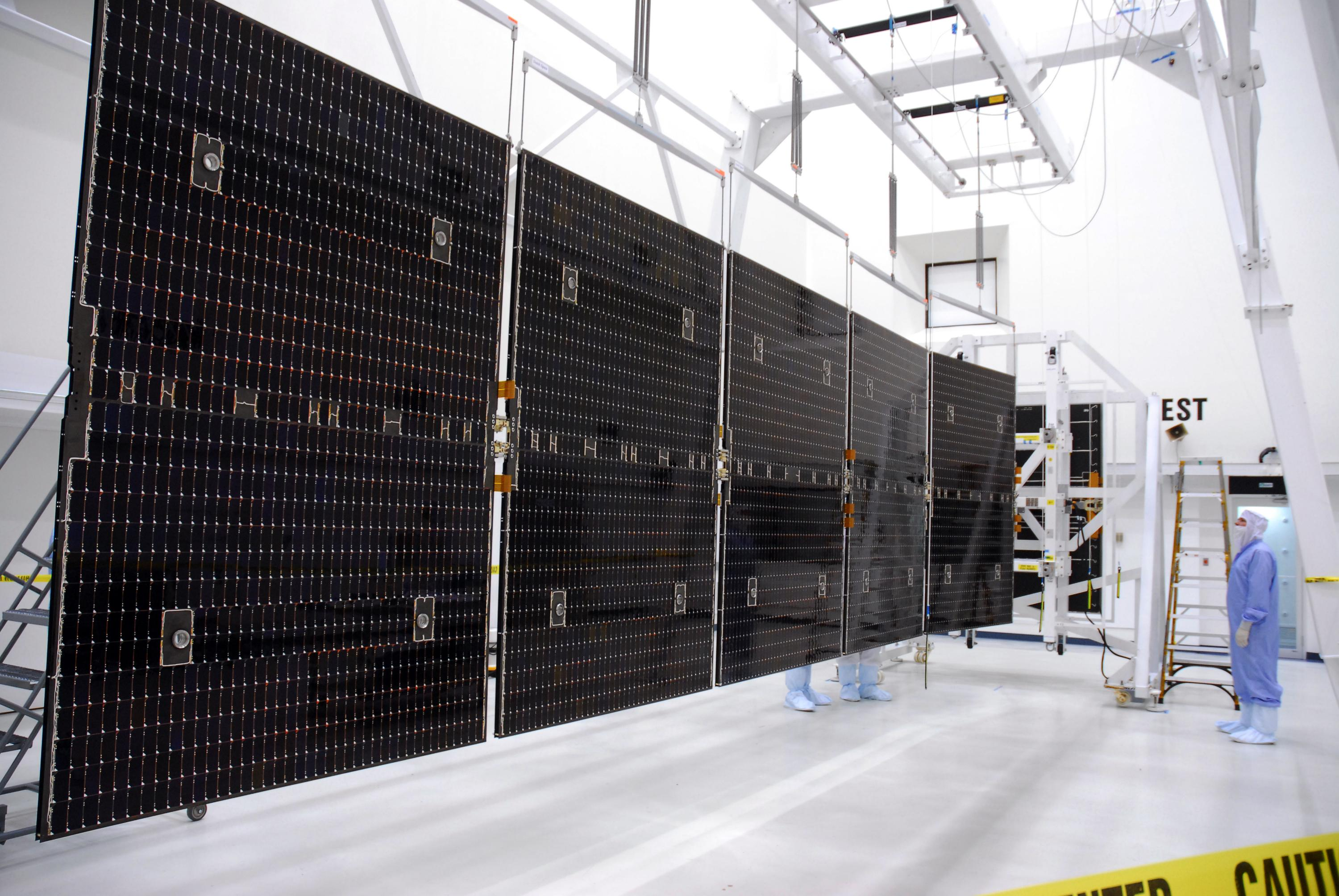
خلايا شمسية من المسبار الفضائي داون

ان طريقة شوكلي – كويزار لتحديد أعلى قدر من الكفاءة النظرية للخلية الشمسية. أشباه الموصلات مع فجوة بين 1 و 1.5eV، أو الضوء القريب من الأشعة تحت الحمراء، يكون لها أكبر إمكانية لتشكيل خلية فعالة. (يمكن تجاوز كفاءة «الحد» هو موضح هنا بواسطة الخلايا الشمسية متعددة التفرعات.)
المواد المختلفة تبين قدرات مختلفة ولها تكاليف مختلفة. يجب أن تحمل المواد اللازمة للخلايا الشمسية خصائص مطابقة لطيف الضوء المتاح لكي تكون فعالة. وقد صممت بعض الخلايا الشمسية لتعمل بكفاءة لتحويل موجات من ضوء الشمس التي تصل إلى سطح الأرض. ومع ذلك، يتم تحسين بعض الخلايا الشمسية لامتصاص الضوء وراء الغلاف الجوي للأرض أيضا. ويمكن في كثير من الأحيان استخدام ضوء مواد لامتصاص الضوء في تشكيلات مادية متعددة للاستفادة من الاختلاف في امتصاص الضوء ولشحن آليات فصل مختلفة. ان المواد المستخدمة في الوقت الحاضر للخلايا الشمسية الضوئية تشمل السيليكون أحادية والسيليكون متعدد الكريستالات، السيليكون غير المتبلور، تلوريد الكادميوم، ونحاس الإنديوم من نوع السيلينيد أو الكبريتيد. [23]
يتم تصنيع العديد من الخلايا الشمسية المتوافرة حاليا من مراكم تقطع إلى رقائق بسماكة بين 180-240 ميكرومتر سميكة والتي تتم معالجتها مثل أشباه الموصلات الأخرى. تصنع مواد أخرى من طبقات رقيقة كالأفلام، والأصباغ العضوية، والبوليمرات العضوية التي تترسب على مواد دعم. وهناك مجموعة ثالثة تصنع من البلورات دقيقة جدا حاملة للطاقة (بلورات إلكترونية دقيقة).السليكون لا تزال المادة الوحيدة التي تتمتع بمستوى جيد من الأبحاث في كل من أشكال المراكم وا الرقائق الدقيقة جداُ.

## السليكون البلوري
المقال الرئيسي: السيليكون أحادية والسيليكون متعدد الكريستالات، السيليكون البلورى، وقائمة بأسماء منتجي السيليكون.
البنية الأساسية لخلية شمسية مصنوعة من السيليكون وآلية عملها.
حتى الآن، المواد المتوفرة والأكثر انتشارا للخلايا الشمسية هي السليكون البلوري (والتي يشار لها باختصار c-Si)، المعروف أيضا باسم «فئة السيليكون الشمسية». يتم فصل سبائك السيليكون إلى فئات متعددة وفقا لمدى تبلورها وحجمها في السبيكة الناتجة أو الشريط أو الرقاقة.
يصنع السيليكون الأحادي (c-Si): في كثير من الأحيان باستخدام عملية تشوخرالسكي. تميل خلايا رقائق الكريستال الاحادية أن تكون باهظة الثمن.